# Adama Diakhaby
Adama Diakhaby (Ajaccio, 5 juli 1996) is een Frans voetballer die doorgaans als aanvaller speelt. Hij tekende in juli 2024 bij Bandırmaspor.

## Clubcarrière
Diakhaby speelde in de jeugd bij SM Caen en Stade Rennais. Hij maakte op 14 augustus 2016 zijn debuut in de Ligue 1, toen hij het met Stade Rennais opnam tegen OGC Nice. Hij kwam na 70 minuten het veld op als vervanger van Giovanni Sio. Twee weken later maakte de aanvaller zijn eerste competitiedoelpunt, uit tegen Montpellier HSC. Op 30 september 2016 trof Diakhaby opnieuw doel, thuis tegen EA Guingamp. Hij maakte het winnende doelpunt in de extra tijd.

## Clubstatistieken
| Seizoen         | Club                | Competitie      | Competitie | Competitie | Beker | Beker | Internationaal | Internationaal | Totaal | Totaal |
| Seizoen         | Club                | Competitie      | Wed.       | Dlp.       | Wed.  | Dlp.  | Wed.           | Dlp.           | Wed.   | Dlp.   |
| --------------- | ------------------- | --------------- | ---------- | ---------- | ----- | ----- | -------------- | -------------- | ------ | ------ |
| 2016/17         | Stade Rennais       | Ligue 1         | 25         | 4          | 4     | 1     | —              | —              | 29     | 5      |
| 2017/18         | AS Monaco           | Ligue 1         | 22         | 2          | 3     | 1     | 5              | 0              | 30     | 3      |
| 2018/19         | Huddersfield Town   | Premier League  | 12         | 0          | 1     | 0     | —              | —              | 13     | 0      |
| 2019/20         | Huddersfield Town   | Championship    | 18         | 0          | 0     | 0     | —              | —              | 18     | 0      |
| 2019/20         | → Nottingham Forest | Championship    | 14         | 0          | 0     | 0     | —              | —              | 14     | 0      |
| 2020/21         | Huddersfield Town   | Championship    | 16         | 0          | 1     | 0     | —              | —              | 17     | 0      |
| 2020/21         | Amiens SC           | Ligue 2         | 12         | 1          | 0     | 0     | —              | —              | 12     | 1      |
| 2021/22         | Amiens SC           | Ligue 2         | 12         | 0          | 2     | 0     | —              | —              | 14     | 0      |
| 2022/23         | FK Qarabağ          | Premyer Liqa    | 8          | 0          | 0     | 0     | 2              | 0              | 10     | 0      |
| 2023/24         | FK Qarabağ          | Premyer Liqa    | 16         | 5          | 2     | 2     | 4              | 0              | 22     | 7      |
| 2024/25         | Bandırmaspor        | TFF 1. Lig      | 0          | 0          | 0     | 0     | —              | —              | 0      | 0      |
| Carrière totaal | Carrière totaal     | Carrière totaal | 155        | 12         | 13    | 4     | 11             | 0              | 179    | 16     |

Bijgewerkt tot en met het seizoen 2023/24.